# Galovac
Galovac (in italiano Gallovaz) è un comune della Croazia della regione zaratina. Al censimento del 2001 possedeva una popolazione di 1 190 abitanti.

## Località
Il comune di Galovac non è suddiviso in frazioni.